# Lupita Tovar
Pour les articles homonymes, voir Tovar.
Guadalupe Natalia Tovar, dite Lupita Tovar, est une actrice mexicaine, née le 27 juillet 1910 à Matías Romero dans l'État de Oaxaca au Mexique et morte le 12 novembre 2016 à Los Angeles en Californie. 

## Biographie
Elle est principalement connue pour son rôle dans la version espagnole de Drácula en 1931.
Elle épouse en 1932 le producteur de cinéma austro-américain Paul Kohner et donne naissance en 1936 à une fille Susanna qui devient actrice de cinéma et télévision durant la période 1955-1965 sous le nom de Susan Kohner, puis un fils naît en 1939 Paul Julius connu sous le nom Pancho Kohner producteur de cinéma comme son père.

## Filmographie

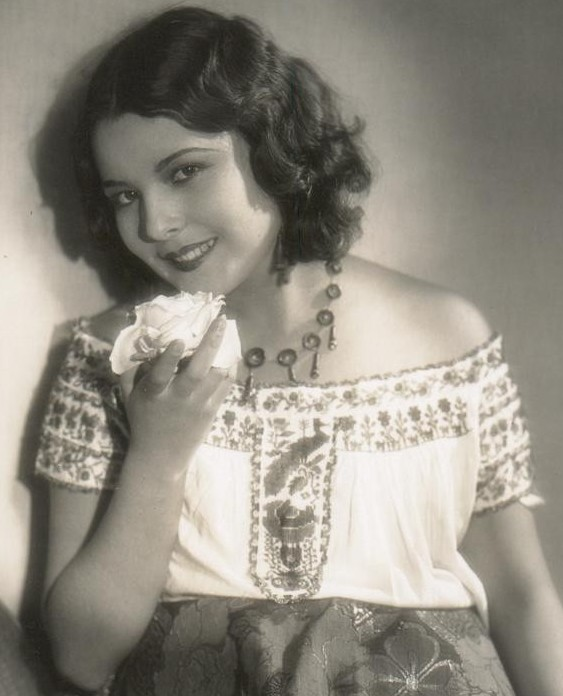
Lupita Tovar vers 1930.

### Cinéma
- 1929 : The Veiled Woman : Une jeune fille
- 1930 : La Voluntad del muerto : Anita
- 1931 : Drácula : Eva
- 1931 : East of Borneo : Neila
- 1931 : El Tenorio del Harem : Fatima
- 1931 : Border Law : Tonita
- 1931 : Carne de Cabaret : Dorothy O'Neil
- 1932 : Santa : Santa
- 1935 : Vidas rotas : Marcela
- 1935 : Alas sobre el Chaco : Teresa
- 1936 : Un baiser SVP (The Invader) : Lupita Velez
- 1936 : Marihuana : Irene Heredia
- 1936 : El capitan Tormenta : Magda
- 1938 : Blocus : Une fille de cabaret
- 1938 : El Rosario de Amozoc : Rosario
- 1939 : The Fighting Gringo : Anita Del Campo
- 1939 : Tropic Fury : Maria Scipio
- 1939 : South of the Border : Dolores Mendoza
- 1940 : Le Cavalier du désert (The Westerner) : Teresita
- 1940 : L'Enfer vert (Green Hell) : Une indigène
- 1941 : Two Gun Sheriff : Nita
- 1943 : Resurreccion : Maria
- 1944 : Gun to Gun (Court-métrage) : Dolores Diego
- 1944 : Miguel Strogoff : Nadia Fedorova
- 1945 :  The Crime Doctor's Courage : Dolores Bragga

## Récompenses
Lupita Tovar a reçu la récompense du Special Golden Ariel des Prix Ariel en 2001.